# Al Green Gets Next to You
| Оценки критиков          | Оценки критиков |
| Источник                 | Оценка          |
| ------------------------ | --------------- |
| Allmusic                 | [ 1 ]           |
| Blender                  | [ 2 ]           |
| Christgau's Record Guide | A               |
| Rolling Stone            | favorable &     |

Al Green Gets Next to You — студийный альбом американского соул-певца Эла Грина, изданный 14 апреля 1971 года.

## Список композиций
1. "I Can't Get Next to You" (Барретт Стронг, Норман Уитфилд) – 3:52
2. "Are You Lonely for Me, Baby?" (Берт Бернс) – 4:02
3. "God Is Standing By" (Джонни Тейлор) – 3:14
4. "Tired of Being Alone" (Эл Грин) – 2:43
5. "I'm a Ram" (Грин, Mabon "Teenie" Hodges) – 3:53
6. "Driving Wheel" (Рузвельт Сайкс) – 3:04
7. "Light My Fire" (Робби Кригер, Джим Моррисон, Рэй Манзарек, Джон Денсмор) – 3:59
8. "You Say It" (Грин) – 2:57
9. "Right Now, Right Now" (Эл Грин) – 2:53
10. "All Because" (Грин, Ходжес) – 2:42
11. "Ride, Sally Ride" – (бонусный трек)
12. "True Love" – (бонусный трек)
13. "I'll Be Standing By" – (бонусный трек)

## Семплы
- "Light My Fire"
  - "Burning Season" группы Killarmy на альбоме Silent Weapons for Quiet Wars
- "All Because"
  - "Microphone Techniques" группы 3rd Bass на альбоме Derelicts of Dialect
- "Light My Fire"
  - "Ode to the Modern Man" группы Atmosphere на альбоме Overcast!